# Leucothoe incisa
Leucothoe incisa is een vlokreeftje uit de familie Leucothoidae. De wetenschappelijke naam van de soort is voor het eerst geldig gepubliceerd in 1892 door Robertson.